# Laura Schinkel

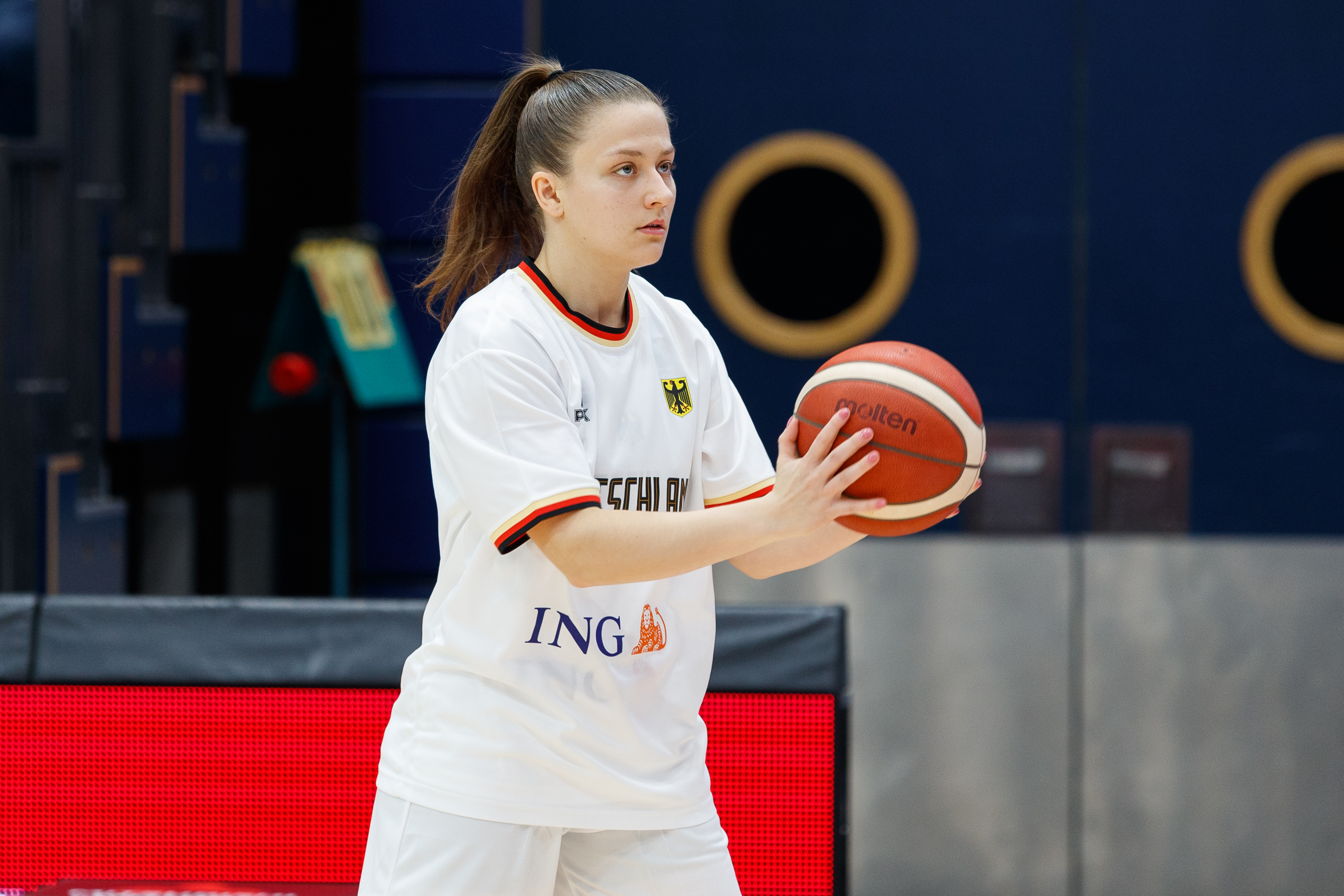
Laura Schinkel (2022)

Laura Schinkel (* 16. August 1999 in Halle (Saale)) ist eine deutsche Basketballspielerin.

## Werdegang
Schinkel wurde erst in der Nachwuchsabteilung des USV Halle, dann des SV Halle ausgebildet. 2016 wurde sie mit Halle deutsche Vizemeisterin in der Weiblichen Nachwuchs-Basketball-Bundesliga. In Halle gelang ihr 2015 auch der Sprung in die Bundesliga, bis 2021 spielte sie an der Seite ihrer Zwillingsschwester Janina. Laura Schinkel wurde als „eine Identifikationsfigur im Hallenser Basketball“ bezeichnet, sie gehörte zu den Spielerinnen, die 2022 mit dem SV Halle in die Zusammenarbeit mit dem Mitteldeutschen BC und das gemeinsam betriebene Bundesligaaufgebot eintraten.
Im Sommer 2024 wechselte Schinkel innerhalb der Bundesliga zur BG Donau-Ries.
2018 gewann die 1,73 Meter große Aufbauspielerin in Dublin die B-Europameisterschaft in der Altersklasse U18. Ihr erstes A-Länderspiel bestritt sie im November 2022.